# سلناتس
سلناتس (به صربی: Selenac) یک روستا در صربستان است که در Ljubovija واقع شده‌است.